# Arezki Larbi
Pour les articles homonymes, voir Arezki.
Arezki Larbi, né le 23 février 1955 à Aït Laziz et mort le 20 janvier 2024, est un peintre, scénographe et réalisateur algérien.

## Biographie
Arezki Larbi naît le 23 février 1955 à Aït Laziz (dans la wilaya de Bouira) en Algérie. De 1978 à 1982 il fréquente l’École des beaux-arts d'Alger, prenant pour thème de son mémoire « le tatouage en Algérie » et commence en 1982 d'exposer en Algérie.  En 1991 et 1992  il  séjourne à la Cité Internationale des Arts de Paris. Rentré en Algérie, Arezki Larbi travaille comme dessinateur de presse. 
À partir de 1995, Arezki Larbi réalise la scénographie de plusieurs pièces de théâtre puis travaille pour le cinéma. Il crée décors et costumes pour les films, Machaho (1995) et El Manara (2004) de Belkacem Hadjadj, Morituri d’Okacha Touita (2004), Gourbi Palace de Bachir Deraïs (2006), Celui qui brûle de Slimane Bounia (2016). 
Pour le Théâtre national algérien et le théâtre régional d'Oran - Abdelkader Alloula, il crée la scénographie et les costumes d'Arlequin, valet de deux maîtres, d'après Carlo Goldoni, traduction d'Abdelkader Alloula, mise en scène de Ziani Cherif Ayad (2019). 
En 2019 il réalise un premier court métrage, Winna (L'autre), en 2022 un deuxième (en langue kabyle), Le chant de la sirène.
Arezki Larbi a également illustré plusieurs ouvrages, notamment L'aube Ismael : louange de Mohamed Dib (Alger, éditions Barzakh, 2001).

## Principales expositions personnelles
1982 : Centre Culturel de la Wilaya (préface de Khadda), Alger. 1984 : Parcours, Centre Culturel de la Wilaya, Alger. 1985 : Luminaires, Institut National des Travaux Publics, Alger. Institut de Musique, Bouira. 1986 : Les cornes et les yeux, Batna, Bouira. 1988 : Monotypes et pastels, Centre Wilfredo Lam, La Havane. 
1991 :  Anonymes XXIè siècle, Cercle Frantz Fanon, OREF, Alger. Une et les autres, Galerie Bernanos, Paris. 1993 : Portée du regard, Centres Culturels Français, Alger, Tlemcen, Tizi Ouzou, Annaba et Constantine. 1995 : Création d'une sphère érodée, Konschtaus Bein Engel, Luxembourg. 1997 : Arezki Larbi, peintre algérien, Mairie du 3e Arrondissement, Paris. 1999 : Migrations géologiques ou L'oiseau minéral, Hôtel El Aurassi, Alger. 
2000 : Affiches cinéma, Fondation culturelle, Abou Dabi. 2001-2005 : Galerie Top Action, Alger. 2001-2002 : Espace Rives Inédites, Paris. 2003 : Espace Ecureuil, Marseille. 2004 : Les murs Sénac, Centre culturel Français, Alger. 2003-2010 : Galerie Riv'Arts, Paris.
2018 : Alter ego, galerie Espaco, El Achour.

## Expositions collectives
Arezki Larbi a participé à de nombreuses expositions collectives, notamment:
1986 : Algérie, Peinture des années 1980, Centre National des Arts Plastiques, Paris. Synergie, Centre Pompidou, Paris. Artistes algériens d'aujourd'hui, Galerie Issiakhem, Alger. 1987 : Hommage à Picasso, Musée National des Beaux-Arts, Alger. 1988 : Hommage à Picasso, Musée Picasso, Antibes. 1989 : Biennale de La Havane.  Signes et désert, Galerie Ipso, Bruxelles. 1990 :  Autres soleils et autres signes, Château d'O, Montpellier; Hôtel du Département, Béziers.  Espace des Orangers, Rabat. 1992 : Baya, Larbi, Martinez, Mesli, Ali Silem, Art'O, Aubervilliers. 1993 : Empreintes d'espoir, Hommage à Tahar Djaout, Espace Liberté, Crest. 1994 : Panorama de la peinture algérienne, Palais de la Culture, Alger. 1995 :  Les effets du Voyage, Palais des Congrès, Brest. Eclats de culture algérienne, Centre Européen de Poésie, Avignon. 1996 : Biennale d'Art contemporain, Dakar. .  1998 : Algérie Force vive, Larbi, Mokrani et Yahiaoui, Les Parasols, Rungis. 1999 : 100 ans de peinture algérienne, Musée des Beaux-Arts, Alger.

## Réalisations monumentales
1985 : Peintures murales, Siège de l'Association des donneurs de Sang, Bouira. Peintures murales, Théâtre National Algérien, Alger. 1988 : Stèle monumentale, École Supérieure du Matériel, Alger. 
1995 : Peinture murale, Village Aourir, Kabylie.

## Jugement
« Sous la surface des choses, Larbi est le peintre de leur intérieur fermé, de leur plus secrète pénombre. Images de l'éphémère, comme par une faille le regard entre dans un monde où rien jamais n'est arrêté, où toute forme se déforme en un continuel devenir. Pour en approcher la durée sourde, Larbi mime les élans de la géologie, en reproduit les mouvements. Ses gestes se glissent dans les impulsions naturelles. « Peintre concret », il répand, évapore, recouvre en strates, dissout, creuse, plisse, pulvérise, saupoudre : mêle le goudron, les colles et les encres, les argiles et les cires, les laves et les boues. La nuit à mesure coule et s'épaissit, la matière s'ajoure en dendrites au bord d'un langage fascinant, la lumière cristallise en halos ses premières germinations. » 
O. Hadjari, « Arezki Larbi, Voyage au bout de la pierre », dans Ruptures, n° 4, Alger, 3-9 février 1993